# 4485 Radonezhskij
4485 Radonezhskij è un asteroide della fascia principale. Scoperto nel 1987, presenta un'orbita caratterizzata da un semiasse maggiore pari a 3,0129201 UA e da un'eccentricità di 0,0670415, inclinata di 10,13344° rispetto all'eclittica.
È dedicato a Sergio di Radonež, figura prominente della chiesa russa.